# Consejo Nacional de Fomento Educativo
El Consejo Nacional de Fomento Educativo se creó el 11 de septiembre de 1971 como un organismo público descentralizado de la Secretaría de Educación Pública (SEP) de México, con personalidad jurídica y patrimonio propios.

## Objetivo general
Generar equidad educativa, para los niños y jóvenes de sectores vulnerables del país. Combatir el rezago educativo en educación inicial y básica.

### Objetivos específicos
- Ofrecer sesiones de orientación, acerca de mejores prácticas de crianza, a mujeres embarazadas, padres de familia y personas que participan en el cuidado y la crianza de infantes de 0 a 4 años de edad, en comunidades con alta marginación o rezago social.
- Dotar con útiles escolares y materiales didácticos a escuelas, en beneficio de los aprendizajes de sus alumnos.
- Proporcionar apoyos y capacitación a las figuras educativas.
- Brindar apoyo y capacitación a las Asociaciones de Padres de Familia (APF) y a las Asociaciones Promotoras de Educación Comunitaria (APEC).

## Cobertura
El CONAFE atiende en el nivel básico escolar a más de 320 000 niños (de ambos sexos) que registran altos y muy altos niveles de marginación y rezago social. Los servicios educativos de la institución se orientan a poblaciones mestizas, indígenas y migrantes. La labor pedagógica se realiza gracias al esfuerzo y dedicación de más de 40 000 figuras, a las que se les llama «Líder Educativo Comunitario» (LEC), antes «Instructor Comunitario» (IC).
De igual forma, el servicio se otorga a casi 460 000 infantes menores de 4 años de todo el país. El nivel de educación inicial es impartido por más de 32 000 promotores educativos, que repercute también en los padres, madres y cuidadores, incluso desde el embarazo.
El CONAFE, con el apoyo del Banco Mundial, también lleva a cabo las denominadas Acciones Compensatorias, en localidades preferentemente rurales e indígenas en las 32 entidades federativas. Mediante ellas, se distribuyen paquetes de útiles escolares, se promueve la participación de los padres de familia en la gestión escolar, se realizan inversiones para mejorar los espacios educativos, se impulsa la capacitación del personal docente y se entregan auxiliares didácticos.
Asimismo, y con fundamento en sus atribuciones señaladas en el decreto que actualmente lo rige, el Consejo establece acciones para investigar, desarrollar, implantar, operar y evaluar nuevos modelos educativos que contribuyan a expandir o mejorar la educación en el país.

## Directores generales
- Prudencio López Martínez (1971-1977)
- Roger Díaz de Cossío (enero-diciembre de 1978)
- José Rogelio Álvarez (enero-septiembre de 1979)
- Renato Iturriaga (1979-1987)
- José Salvador Franco López (1987-1988)
- Gerónimo Martínez García (1988-1992)
- Mario Luis Fuentes Alcalá (1992-1994)
- José Antonio Carranza Palacios (1994-1995)
- Juan Antonio Nrvárez Espinosa (1995)
- Edmundo Salas Garza (1995-2000)
- Carlos Márquez Pérez (2000-2002)
- Roberto Moreira Flores (2002-2006)
- Arturo Sáenz Ferral (2006-2012)
- Alma Carolina Viggiano Austria (2012-2015)
- Simón Villar Martínez (2016)
- Joel Guerrero Juárez (2015-2018)
- Cuauhtémoc Sánchez Osio (2018-2021)
- Gabriel Cámara y Cervera (2021-)